# 里科 (奥德省)
里科（法語：Ricaud，法語發音：[ʁiko] ⓘ）是法国奥德省的一个市镇，位于该省西北部，属于卡尔卡松区。

## 地理
里科（43°20'45"N, 1°53'27"E）面积5.92 平方千米，位于法国奧克西塔尼大區奥德省，该省份为法国南部沿海省份，北起塔恩省，西北接上加龙省，西接阿列日省，南至东比利牛斯省，东临地中海，东北与埃罗省接壤。
与里科接壤的市镇（或旧市镇、城区）包括：艾鲁、卡斯泰尔诺达里、昂茹堡、马斯圣皮埃勒、苏亚内勒、苏佩克斯。

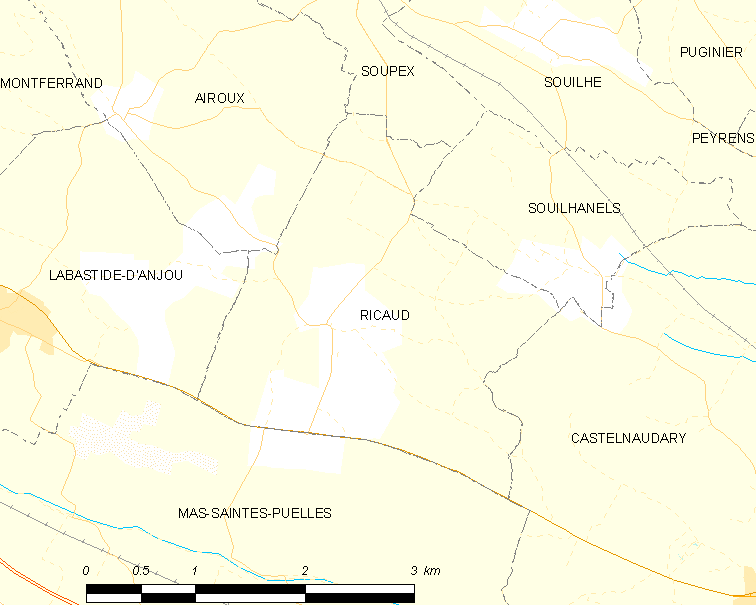
的OSM定位图

里科的时区为UTC+01:00、UTC+02:00（夏令时）。

## 行政
里科的邮政编码为11400，INSEE市镇编码为11313。

## 政治
里科所属的省级选区为绍里安盆地县。

## 人口

1962-2008年间人口变化图示

里科于2022年1月1日时的人口数量为328人。